# Chris Penso
Chris Penso (Tampa, 28 april 1982) is een Amerikaans voetbalscheidsrechter.

## Carrière
Penso is actief in de Major League Soccer in de Verenigde Staten en in de Indian Super League in India.
Zijn eerste internationale wedstrijd floot hij op 30 januari 2013. Hij floot de wedstrijd tussen Mexico en Denemarken.

## Interlands
| Datum            | Plaats          | Wedstrijd              | Uitslag | Competitie        | Kreeg geel | Kreeg voor de tweede keer geel en dus rood | Weggestuurd |
| ---------------- | --------------- | ---------------------- | ------- | ----------------- | ---------- | ------------------------------------------ | ----------- |
| 30 januari 2013  | Phoenix         | Mexico – Denemarken    | 1 – 1   | Vriendschappelijk | 3          | 0                                          | 0           |
| 28 mei 2013      | Edmonton        | Canada – Costa Rica    | 0 – 1   | Vriendschappelijk | 2          | 0                                          | 2           |
| 31 oktober 2013  | San Diego       | Mexico – Finland       | 4 – 2   | Vriendschappelijk | 1          | 0                                          | 0           |
| 3 juni 2014      | Tampa           | Costa Rica – Japan     | 1 – 3   | Vriendschappelijk | 3          | 0                                          | 0           |
| 9 september 2014 | Commerce City   | Bolivia – Mexico       | 0 – 1   | Vriendschappelijk | 2          | 0                                          | 1           |
| 19 november 2014 | Panama-Stad     | Panama – Canada        | 0 – 0   | Vriendschappelijk | 3          | 1                                          | 0           |
| 31 mei 2015      | Washington D.C. | Honduras – El Salvador | 2 – 0   | Vriendschappelijk | 4          | 0                                          | 1           |
| 8 september 2015 | Harrison        | Colombia – Peru        | 1 – 1   | Vriendschappelijk | 5          | 0                                          | 0           |
| 14 oktober 2015  | Washington D.C. | Canada – Ghana         | 1 – 1   | Vriendschappelijk | 3          | 0                                          | 0           |